# Харба-Атах
Харба-Атах (якут. Харба Атах) — село в Мегино-Кангаласском улусе Якутии России. Входит в состав Хоробутского наслега. Население — 10 чел. (2021), большинство — якуты .

## География
Село расположено в центре региона на Центрально-Якутской равнине, в зоне тайги, в подзоне среднетаёжных лесов, на реке Суола.
Две улицы — ул. Военкома Яковлева и ул. Семена Филиппова.
Географическое положение
Расстояние до прежнего улусного центра — села Майя — 40 км., до нового центра — пгт Нижний Бестях — ? км.
Климат
В населённом пункте, как и во всем районе, климат резко континентальный, с продолжительным зимним и коротким летним периодами. Зимой погода ясная, с низкими температурами. Устойчивые холода зимой формируются под действием Сибирского антициклона. Средняя температура января −41…-42 °С, июля +17…+18 °С. Осадков выпадает 200—255 мм в год.

## История
Согласно Закону Республики Саха (Якутия) от 30 ноября 2004 года N 173-З N 353-III село вошло в образованное муниципальное образование Хоробутский наслег.

## Население
| 2002 | 2010 | 2021 |
| ---- | ---- | ---- |
| 20   | ↘18  | ↘10  |

Национальный состав
Согласно результатам переписи 2002 года, в национальной структуре населения якуты составляли 100 % от общей численности населения в 20 чел..

## Инфраструктура
Почтовое отделение, обслуживающее Харба-Атах, - № 678083, находится в селе Хоробут.

## Транспорт
Просёлочная дорога.